# 채홍첨심
《채홍첨심》(彩虹甜心)은 2011년 방송되었던 중국의 드라마이다.

## 소개
- 한국드라마 '마이걸'을 리메이크한 드라마

## 등장 인물
- 린즈잉 - 샤오펑 역
- 응채아 - 펑샤오천 역
- 추정위 (邹廷威) - 쉬카이 역
- 허우주 (侯姝) - 루오잉잉 역
- 왕맹려 (王萌黎) - 화시우 역
- 두스우 (杜十五) - 쑹웨메이 역